# محمد عواد (ممثل)
محمد هتيمي عواد العاصمي القحطاني الشهير بالاسم الفني محمد عواد (ولد في 18 يوليو 1938 في القضيبية، البحرين - توفي في 25 أغسطس 2019 في السلمانية، البحرين) ممثل وكاتب ومخرج بحريني· انطلق في المجال الفني خلال فترة بداية السبعينات وذالك من خلال انضمامة لمسرح أوال وكانت بداية شهرة في أواخر الثمانينات من خلال المسلسل الكوميدي سوالف أم هلال والذي حقق نجاح كبير وشهرة واسعة في الوطن العربي، توفي عواد في 25 أغسطس من عام 2019 بعد صراعه مع مرض.·

## النشأة والتعليم
ولد عواد في 18 يوليو 1938 في منطقة القضيبية بالمنامة.
نشأ وترعرع في ظل رعاية والده الموظف بشركة نفط البحرين (بابكو) وتلقى تعليمه بالمدرسة الغربية الابتدائية بالمنامة حيث نمت موهبته الفنية بها حتى أوائل العقد الخامس من القرن العشرين. حصل على دبلوم في التمثيل والإخراج من أكاديمية لندن للموسيقى والفنون المسرحية في عام 1975.

## المسيرة الفنية
في أكتوبر 1956 تم تعيينه بمدرسة القضيبية الابتدائية للبنين مدرس للفنون التشكيلية إبان قيادة أحمد العمران لمديرية المعارف. التحق بنادي الفجر الثقافي والرياضي العام 1958. التحق بأسرة هواة الفن من 1959 إلى 1960. في عام 1960 حصل على إجازة بلا مرتب من مديرية المعارف وتوجه إلى مصر لدراسة الفن ولكنه لم يستطع المواصلة فعاد إلى البحرين. في عام 1961 انضم من جديد لسلك التدريس وتنقل بين عدة مدارس حتى استقر به المقام التربوي مشرف إداري بمدرسة مدينة عيسى الإعدادية للبنين في مطلع السبعينيات من القرن العشرين. في العام 1968 أسس فرقة مسرحية خاصة به أسماها فرقة المسرح الكوميدي. في عام 1970 انضم لفرقة مسرح الاتحاد الشعبي. كان عضو مؤسس لفرقة المسرح البحريني في 14 سبتمبر 1970 والتي تحولت لاحقا لمسمى آخر هو مسرح أوال. في عام 1971 قدم أول أعماله المسرحية كرسي عتيق تأليفا وإخراجا. التحق بوظيفة مشرف للمسرح بقسم المسرح والفنون بوزارة العمل والشئون الاجتماعية عام 1973 ثم بالوظيفة نفسها بعد نقل القسم لوزارة الإعلام عام 1976. تولى رئاسة قسم المسرح والفنون بإدارة الثقافة والفنون بوزارة الإعلام في دولة قطر من 14 أغسطس 1976 إلى 13 فبراير 1981. تولى إدارة الفرقة المسرحية الوطنية بوزارة الإعلام عام 1981. عُين في وظيفة مراقب لقسم الفيديو والسينما وعضو لجنة رقابة المطبوعات بوزارة الإعلام وبقي في هذه الوظيفة حتى تقاعده العام 1996.
كانت بداية شهرته أواخر الثمانينات بالمسلسل الكوميدي سوالف أم هلال الذي تقمص فيه شخصية أبو هلال وحقق نجاح كبير وشهرة واسعة في الوطن العربي.
كما شارك في عدد كبير من الأعمال الدرامية أبرزها مسلسلات سوالف أم هلال ثلاثة أجزاء وبحر الحكايات وحسن ونور السنا وتالي العمر وسرور وسوالف طفاش وبرايحنا.
أما في المسرح فكانت أشهر أعماله كرسي عتيق وسبع ليالي والسالفة وما فيها وحسن وفرارة الخير وبوخليل في الميدان والمغامرون وليلة عرس رشدان وغيرها من الأعمال.

## الحياة الشخصية
في يوليو 1958 تزوج عواد وأنجب أربعة أولاد (أكبرهم مدعث) وابنة واحدة.
بالإضافة للعربية يتقن عواد اللغة الإنجليزية واللغة الفرنسية.

## الوفاة
في عام 2019 خضع عواد لعملية جراحية بعد إصابته بكسر في الحوض ونُقِل على إثره إلى العناية المركزة. في 25 أغسطس 2019 توفي عواد عن عمر ناهز 80 سنة.
نعى نبيل الحمر المستشار الإعلامي بالديوان الملكي عواد في تغريدة على حسابه الخاص في موقع تويتر قائلا: «فقدت البحرين اليوم قامة مسرحية وأدبية وثقافية رفيعة». بينما قال أحمد مبارك: «كان رائدا للمسرح بكل ما تحمله الكلمة من معنى، وجميعنا تعلمنا من مدرسته الفنية. كان الفنان محمد عواد والدا للجميع وعاشقا للمسرح إلى أبعد الحدود. وقفت أمامه في الكثير من الأعمال وتعلمت منه كثيرا». وقال جمعان الرويعي: «كان بمثابة الأب الروحي للمسرح البحريني وبرحيله فقدنا والدا ومربيا وأستاذا. كان الفنان محمد عواد يحثنا دائما على العطاء في المسرح وشخصيا استفدت كثيرا من نصائحه». وقال حمد عتيق: «إن برحيل أستاذنا الفنان الكبير محمد عواد، تفقد الساحة الفنية في البحرين قلعة شامخة من الإبداع والتميز. شخصية أعطت كل ما لديها للمسرح البحريني. رحم الله الفنان محمد عواد واسكنه فسيح جناته».

## التكريم والجوائز
أطلق مهرجان أوال المسرحي دورته الثالثة عشرة في الصالة الثقافية بالعاصمة المنامة بحضور عدد من الفنانين والنقاد والأدباء العرب وقد حملت الدورة اسم عواد.

## الأعمال الفنية

### المسلسلات التلفزيونية
| السنة | المسلسل             | بمشاركة                                  | الدور           |
| ----- | ------------------- | ---------------------------------------- | --------------- |
| 1983  | الصمت في قوب مغلقة  | أنور أحمد، سعد البوعينين، أحمد الصائغ    |                 |
| 1983  | الرحلة 83           | كمال الشناوي، حسن يوسف، ليلى طاهر        | عبد الله        |
| 1987  | سوالف أم هلال ج1    | سلوى بخيت، جاسم شريدة، جاسم الصائغ       | أبو هلال        |
| 1988  | سوالف أم هلال ج2    | سلوى بخيت، إبراهيم البنكي، سعد البوعينين | أبو هلال        |
| 1989  | سوالف أم هلال ج3    | سلوى بخيت، جاسم شريدة، جاسم الصائغ       | أبو هلال        |
| 1990  | هي والفرسان الثلاثة | سلوى بخيت، سعد البوعينين، جاسم شريدة     | أبو دهوم        |
| 1990  | رحلة العجائب        | خالد عبيد، جاسم النبهان، كاظم القلاف     | التاجر ياقوت    |
| 1991  | بن عقل ج2           | إبراهيم البنكي، أحلام محمد، جاسم الصائغ  | حامد            |
| 1993  | فتاة أخرى           | أنور أحمد، أماني محمد، سعد البوعينين     | أبو محمد        |
| 1994  | فرجان لول           | أحمد مبارك، جمعان الرويعي، هدى سلطان     |                 |
| 1994  | أم هلال في القاهرة  | سلوى بخيت، خالد العجمي، دينا ختجي        | مرزوق           |
| 1995  | ملفى الأياويد       | محمد الصفار، عبد الله ملك، لطيفة المجرن  |                 |
| 1995  | حسن ونور السنا      | أنور أحمد، زينب العسكري، جمعان الرويعي   | أبو أحمد        |
| 1996  | عجايب زمان          | سعد البوعينين، محمد البهدهي، إبراهيم بحر | أبو سعد         |
| 1997  | ناس من ناس          | يوسف بوهلول، محمد البهدهي، لطيفة المجرن  | شافعي           |
| 1997  | حزاوي الدار         | مريم زيمان، إبراهيم بحر، أنور أحمد       |                 |
| 1997  | بحر الحكايات        | يوسف بوهلول، إبراهيم بحر، شيماء سبت      | إسماعيل         |
| 1998  | تالي العمر          | يوسف بوهلول، زينب العسكري، في الشرقاوي   |                 |
| 1999  | سرور                | مبارك خميس، جمال الغيلان، جمعان الرويعي  | النوخدة أبو صقر |
| 2001  | مواطن طيب           | سعد البوعينين، حميد مراد، سعاد علي       | شوكت            |
| 2001  | طعم الأيام          | محمد العلي، جاسم النبهان، أسمهان توفيق   | سامح            |
| 2001  | أحلام رمادية        | أنور أحمد، عبد الله ملك، زينب العسكري    |                 |
| 2003  | عويشة               | أحلام محمد، جمعان الرويعي، إبراهيم بحر   |                 |
| 2009  | سوالف طفاش          | علي الغرير، خليل الرميثي، سعد البوعينين  |                 |
| 2010  | سوالف طفاش ج2       | علي الغرير، خليل الرميثي، سعد البوعينين  |                 |
| 2012  | لولو مرجان          | سعاد علي، علي الغرير، فاطمة عبد الرحيم   |                 |
| 2013  | حزاوي بحرينية       | إبراهيم البنكي، يوسف بوهلول، سلوى بخيت   |                 |
| 2015  | سوالف طفاش ج3       | علي الغرير، خليل الرميثي، سلوى بخيت      | أبو سليمان      |
| 2016  | حزاوينا خليجية      | علي الغرير، خليل الرميثي، سعاد علي       |                 |

### المسرحيات
| السنة | المسرحية           | بمشاركة                                   | الدور |
| ----- | ------------------ | ----------------------------------------- | ----- |
| 1986  | بنت النوخذة        | أحلام محمد، جاسم الشريدة، عبد الله يوسف   |       |
| 1987  | بو خليل في الميدان | جاسم الشريدة، عبد الله يوسف، شفيقة يوسف   |       |
| 1988  | السوق              | جاسم الشريدة، عبد الله ملك، شفيقة يوسف    |       |
| 1994  | خور المدعي         | أحلام محمد، يوسف بوهلول، أحمد مبارك       |       |
| 1995  | سوق البطيخ         | إبراهيم البنكي، عبد الله وليد، حسن الواوي |       |
| 1997  | ليلة عرس رشدان     | طارق العلي، يوسف بوهلول، عبد الله سويد    |       |

### المسلسلات الإذاعية
| السنة | المسلسل الإذاعي | بمشاركة                                 | الدور |
| ----- | --------------- | --------------------------------------- | ----- |
| 2004  | الوهم           | أحمد مبارك، شيماء سبت، يوسف بوهلول      |       |
| 2014  | ضوى الليل       | عبد الله وليد، ماجدة سلطان، يوسف بوهلول |       |

### التمثيليات والسهرات التلفزيونية
| السنة | الاسم              | بمشاركة                                    | الدور    |
| ----- | ------------------ | ------------------------------------------ | -------- |
| 1983  | العطش              | أحلام محمد، إبراهيم البنكي، قحطان القحطاني |          |
| 1983  | دروب لا تعرف الشوك | محمد البهدهي، شفيقة يوسف، جاسم الشريدة     |          |
| 1987  | فجر يوم آخر        | محمد ياسين، شفيقة يوسف، جاسم الشريدة       |          |
| 1988  | العين              | إبراهيم خلفان، عبد الله ملك، سعد البوعينين | أبو صالح |

### الأفلام السينمائية
| السنة | الاسم  | بمشاركة                             | الدور |
| ----- | ------ | ----------------------------------- | ----- |
| 1990  | الحاجز | عبد الله ملك، سعاد علي، إبراهيم بحر |       |